# Ance (Allier)
Die Ance (im Oberlauf: Aigue d’Ance) ist ein Fluss in Frankreich, der in den Regionen Okzitanien und Auvergne-Rhône-Alpes verläuft. Sie entspringt in der Landschaft Margeride, im Gemeindegebiet von La Panouse, entwässert generell Richtung Nord und mündet nach rund 40 Kilometern in Monistrol-d’Allier als linker Nebenfluss in den Allier. Auf ihrem Weg durchquert die Ance die Départements Lozère und Haute-Loire.

## Orte am Fluss
- Saint-Paul-le-Froid
- Saint-Symphorien
- Chambon-le-Château
- Saint-Préjet-d’Allier
- Monistrol-d’Allier